# Gottfried Böhm
Gottfried Böhm (Offenbach am Main, 23 gennaio 1920 – Colonia, 9 giugno 2021) è stato un architetto tedesco.

## Biografia
Nasce il 23 gennaio 1920 a Offenbach am Main in Germania, in una famiglia di architetti. Suo padre, Dominikus Böhm, è noto per aver costruito numerose chiese in Germania. Si laurea all'Istituto Tecnico di Monaco di Baviera nel 1946 e studia scultura all'Accademia delle Belle Arti della stessa città. A partire dal 1947 collabora col padre fino alla morte di questo nel 1955. Nello stesso periodo collabora con la Società per la Ricostruzione di Colonia sotto la direzione di Rudolf Schwarz. Nel 1951 passa sei mesi a New York dove lavora nella studio di Cajetan Baumann. Completa il suo soggiorno americano con un viaggio di studio per il paese che gli dà l'occasione di incontrare Ludwig Mies van der Rohe e Walter Gropius per i quali nutre una forte ammirazione.
È il progettista di numerosi edifici in Germania, che comprendono chiese, musei, teatri, centri culturali, uffici e abitazioni.
È stato considerato un architetto espressionista negli anni sessanta, e di recente come post-Bauhaus, ma lui preferisce considerarsi un architetto che crea "connessioni", tra passato e nuovo, tra idee e mondo fisico, tra singolo edificio ed ambiente urbano, e questo si traduce nella scelta della forma, dei materiali e del colore delle costruzioni che progetta. Molti dei suoi edifici sono realizzati in calcestruzzo grezzo, a faccia vista, ma a partire dal Centro civico a Bergisch Gladbach comincia ad utilizzare nuovi materiali come vetro ed acciaio, una svolta nella sua scelta dei materiali, dovuta all'evoluzione tecnologica.
In numerosi suoi progetti è evidente l'attenzione per la pianificazione urbana, come nella zona attorno alla cattedrale di Colonia, nella Prager Platz a Berlino, nella zona attorno al castello di Saarbrücken e nel quartiere Lingotto a Torino.
Ha ricevuto numerosi premi fra i quali il prestigioso Premio Pritzker nel 1986.

## Opere realizzate

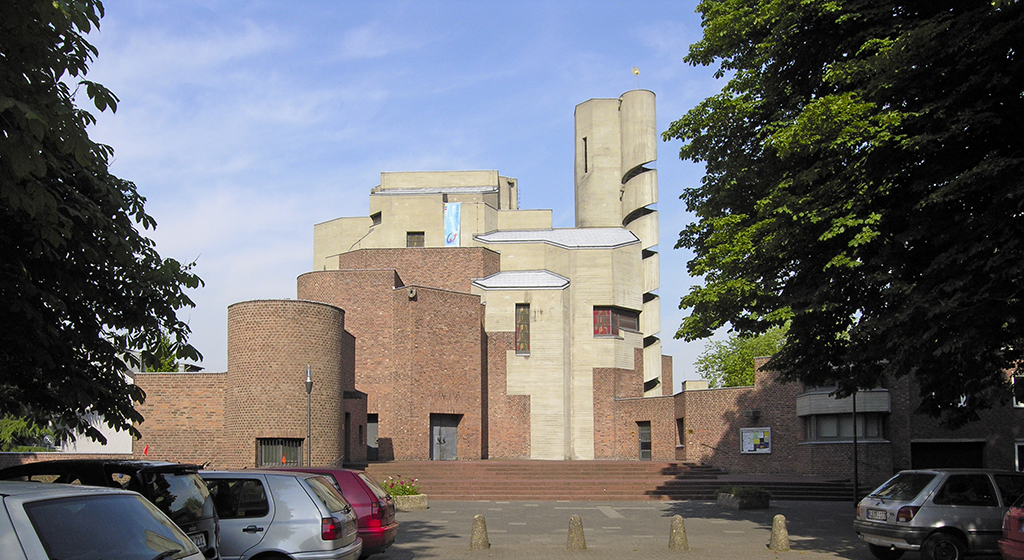
Complesso religioso a Colonia

- Chiesa di Maria Regina della Pace a Velbert-Neviges (1962) Foto
- Cappella del Villaggio del Fanciullo a Bergisch Gladbach (1963-1965)
- Complesso religioso (chiesa, centro giovanile e biblioteca) a Colonia (1968)
- Chiesa di St. Matthaeus a Düsseldorf (1968-1970)
- Chiesa della Risurrezione a Melaten, Colonia (1972)
- Zublin Office Building a Stoccarda (1985) Foto
- Municipio di Benberg
- Moschea Centrale di Colonia (2009-2017)
- Municipal Building di Rheinberg
- Ristorante a Bad Kreuznach
- Centro civico a Bergisch Gladbach
- Negozio Peek+Cloppenburg a Berlino
- Banca Beutsche a Lussemburgo
- Hans Otto Theater a Potsdam (1999-2006) Foto

## Borsa di studio Gottfried Böhm
In occasione del 100º compleanno dell'architetto di Colonia Gottfried Böhm, il sindaco di Colonia Henriette Reker ha proposto nel 2020 una borsa di studio in onore dell'architetto di fama internazionale. Nel 2023, la borsa di studio è stata organizzata per la prima volta. 
La borsa di studio Gottfried Böhm sostiene gli architetti nella fase post laurea che sono particolarmente interessati alla connessione tra architettura e sviluppo urbano. Sotto il patrocinio del sindaco di Colonia Henriette Reker, la borsa di studio residenziale di un anno si svolge nella metropoli di Colonia. Il borsista ha l'opportunità di lavorare per un anno a compiti creativi e visionari nel campo dell'architettura e dello sviluppo urbano di Colonia e della sua periferia. Per questo periodo riceverà un alloggio gratuito, un posto di lavoro in un ambiente creativo nel centro della città e una borsa di studio mensile di 2.500 euro. La borsa di studio è offerta e supervisionata dal Verein der Freunde und Förderer der Technischen Hochschule Köln e.V. (Associazione degli amici e degli sponsor dell'Università di Scienze Applicate di Colonia). Possono presentare domanda gli architetti post-laurea.
L'attuale fase di candidatura dura fino al 31 maggio 2025, mentre la borsa di studio inizia nell'ottobre 2025 e dura un anno.

## I suoi scritti
- "La questione delle immagini", in Immagine e scrittura, A cura di Maria Giuseppina Di Monte, Meltemi editore, Roma 2006